# ستيفن هيغينز
ستيفن هيغينز (بالإنجليزية: Stephen Higgins)‏ هو سياسي أمريكي، ولد في 1938.